# Actinoposthiidae
Famille

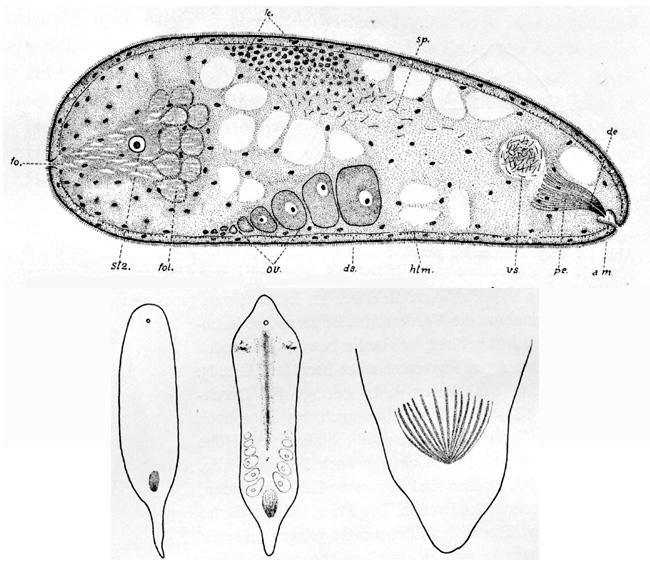

Les Actinoposthiidae sont une famille de l'embranchement des Acoela.

## Liste desgenres
- Actinoposthia An der Lan, 1936
- Archactinoposthia Dörjes, 1968
- Atriofronta Dörjes, 1968
- Childianea Faubel & Cameron, 2001
- Microposthia Faubel, 1974
- Paractinoposthia Ehlers & Doerjes, 1981
- Paraproporus Westblad, 1945
- Pelophila Dörjes, 1968
- Philactinoposthia Dörjes, 1968
- Pseudactinoposthia Dörjes, 1968
- Tetraposthia An der Lan, 1936

## Référence
- Hooge, 2001 Evolution of body-wall musculature in the Platyhelminthes (Acoelomorpha, Catenulida, Rhabditophora). Journal of  Morphology 249 pp. 171-194